# Sederich

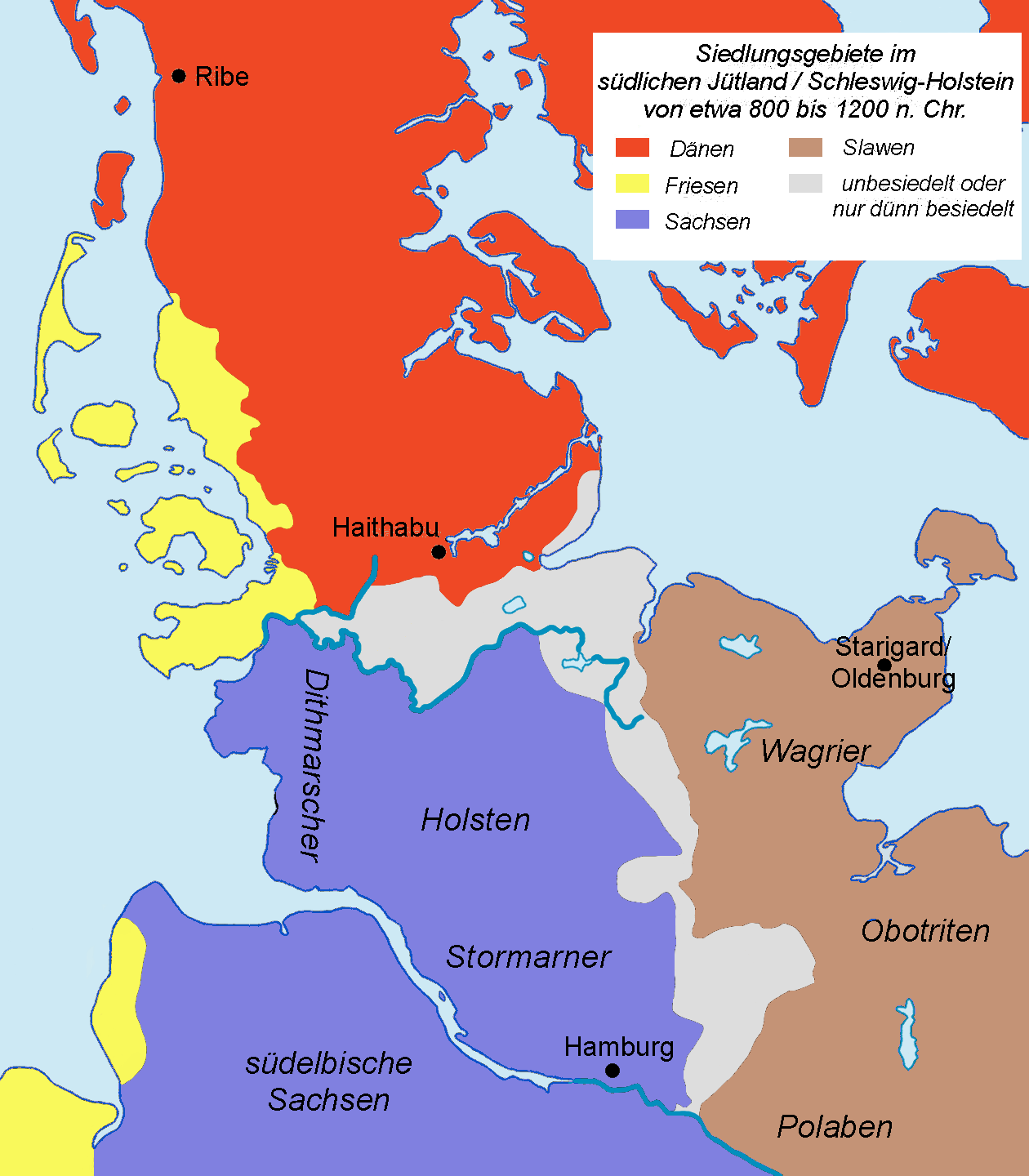
Lage von Sederichs Burg Starigard im Nordosten des braun gekennzeichneten Siedlungsgebietes der Wagrier

Sederich († nach 1020) war ein elbslawischer Fürst, der vom Jahr 967 bis zum Jahr 1020 im heutigen Ostholstein von der Burg Starigard (=Oldenburg) über den abodritischen Teilstamm der Wagrier herrschte.
Sederich war wahrscheinlich ein Sohn des ersten namentlich bekannten wagrischen Teilstammesfürsten Selibur. Eine Herkunft aus Wagrien mit seiner Nähe zum Siedlungsgebiet der Dänen lässt bereits der nordische Name (wohl von Sygtrigg) vermuten. Möglicherweise wuchs Sederich als vornehme Geisel des sächsischen Grafen Hermann Billung in Lüneburg auf. Jedenfalls berichtet Widukind von Corvey in seiner um das Jahr 968 entstandenen Sachsenchronik, Hermann habe Selibur abgesetzt und dessen Sohn zum Fürsten der Wagrier bestimmt, der sich in seinem Gewahrsam befunden habe. Adam von Bremen schreibt dann in der von ihm um das Jahr 1075 verfassten Hamburger Kirchengeschichte von einem princeps bzw. satrapa slavorum namens Sederich, in dem die Forschung den bei Widukind erwähnten Sohn Seliburs erkennt.
Nach einer heute nicht mehr nachprüfbaren Anmerkung Anton Christian Wedekinds zu dem von ihm veröffentlichten Nekrolog der Kirche St. Michael in Lüneburg soll Sederich mit der sächsischen Adligen Weldrud verheiratet gewesen sein, einer Verwandten Hermann Billungs. Daraus wird Sederichs christliche Religionszugehörigkeit abgeleitet. Denn während ethnische Unterschiede für die Verbindung sächsischer und slawischer Herrscherhäuser bedeutungslos waren, galt eine Eheschließung zwischen Christen und Heiden als ausgeschlossen. Für ein Bekenntnis Sederichs zum Christentum sprechen noch zwei weitere Punkte: Bei archäologischen Ausgrabungen in den 1980er und 1990er Jahren wurden auf dem Gelände der ehemaligen Oldenburg Kirchengebäude und christliche Körpergräber aus der Mitte des 10. Jahrhunderts gefunden, die als Grablegen des ansässigen Fürstengeschlechtes interpretiert werden. Sodann wurde um das Jahr 972 auf der Oldenburg der Sitz des Bischofs eines neu gegründeten Bistums Oldenburg eingerichtet. Es wird angenommen, dass der Standort mit Hinblick auf den christlichen Glauben des örtlichen Fürsten gewählt wurde.
Unter Sederich soll Adam von Bremen zufolge Frieden zwischen Wagriern und Sachsen geherrscht haben. Die Angabe ist zweifelhaft, da zumindest die Zerstörung des Bistums Oldenburg um das Jahr 990 in diese Zeit fällt. Die slawischen Aufstände müssen aber nicht unter der Führung Sederichs stattgefunden haben, der bedingt durch seine dynastischen Verbindungen offenbar auch danach noch gute Beziehungen zum sächsischen Herrscherhaus der Billunger und zur Kirche unterhielt. Noch für das Jahr 1020 ist die Teilnahme Sederichs als wagrischen Teilstammesfürsten an einer Beratung Erzbischof Unwans mit dem dänischen König Knut II. dem Großen und dem abodritischen Samtherrscher Pribignew in Hamburg belegt, an der auch der sächsische Herzog Bernhard II. aus dem Geschlecht der Billunger teilgenommen haben könnte.